# Birokrat
Birokrat je izraz za uradno osebo, ki deluje strogo po predpisih. Beseda je največkrat uporabljena v slabšalnem smislu in osebi dodaja atribute neživljenjskega formalizma, nekompromisnosti in omejenosti. 